# Ceratina chloris
Ceratina chloris är en biart som först beskrevs av Fabricius 1804.  Ceratina chloris ingår i släktet märgbin, och familjen långtungebin. Inga underarter finns listade i Catalogue of Life.